# Los Vilos
Los Vilos ist eine Stadt und Gemeinde in der Provinz Choapa in der Región de Coquimbo in Chile. Bei der Volkszählung im Jahr 2017 hatte sie 23.374 Einwohner. Die Gemeinde erstreckt sich über eine Fläche von 1823,8 km².

## Geschichte
Dieses Gebiet war mehr als 10.000 Jahre lang besiedelt. In Los Vilos, in der Quebrada de Quereo, wurden Knochenreste mehrerer Mastodontenarten gefunden, die mehr als 12.000 Jahre alt sind, sowie menschliche Siedlungen, die mehr als 6000 Jahre alt sind. Eine der jüngsten Entdeckungen des Teams um Professor César Méndez aus 2010 ist ein 11.230 Jahre altes menschliches Skelett.
Los Vilos existierte als kleine informelle Siedlung seit 1835, als die Regierung erkannte, dass in dieser Region ein Hafen benötigt wurde, um die Reichweite des Handels im Land zu erweitern. Am 3. Januar 1855 wurde es vom damaligen Präsidenten Manuel Montt und seinem Finanzminister José María Berganza durch einen obersten Erlass des Finanzministeriums zum kleinen Hafen erklärt.

## Bevölkerung
Laut der Volkszählung des Nationalen Statistikinstituts von 2002 hatte 17.453 Einwohner (8858 Männer und 8595 Frauen). Davon lebten 12.859 (73,7 %) in städtischen Gebieten und 4594 (26,3 %) in ländlichen Gebieten. Die Bevölkerung wuchs zwischen den Volkszählungen 1992 und 2002 um 10,4 % (1648 Personen). Im Jahr 2017 zählte man 23.374 Personen.